# La Trappe
La Trappe è una birra trappista, prodotta nell'abbazia Onze-Lieve-Vrouw Van Koningshoeven a Berkel-Enschot, vicino a Tilburg, nei Paesi Bassi. È una delle cinque birre trappiste che non sono d'origine belga. Sia la birra e la fabbrica di birra sono conosciute sotto lo stesso nome La Trappe.

## Marche prodotte

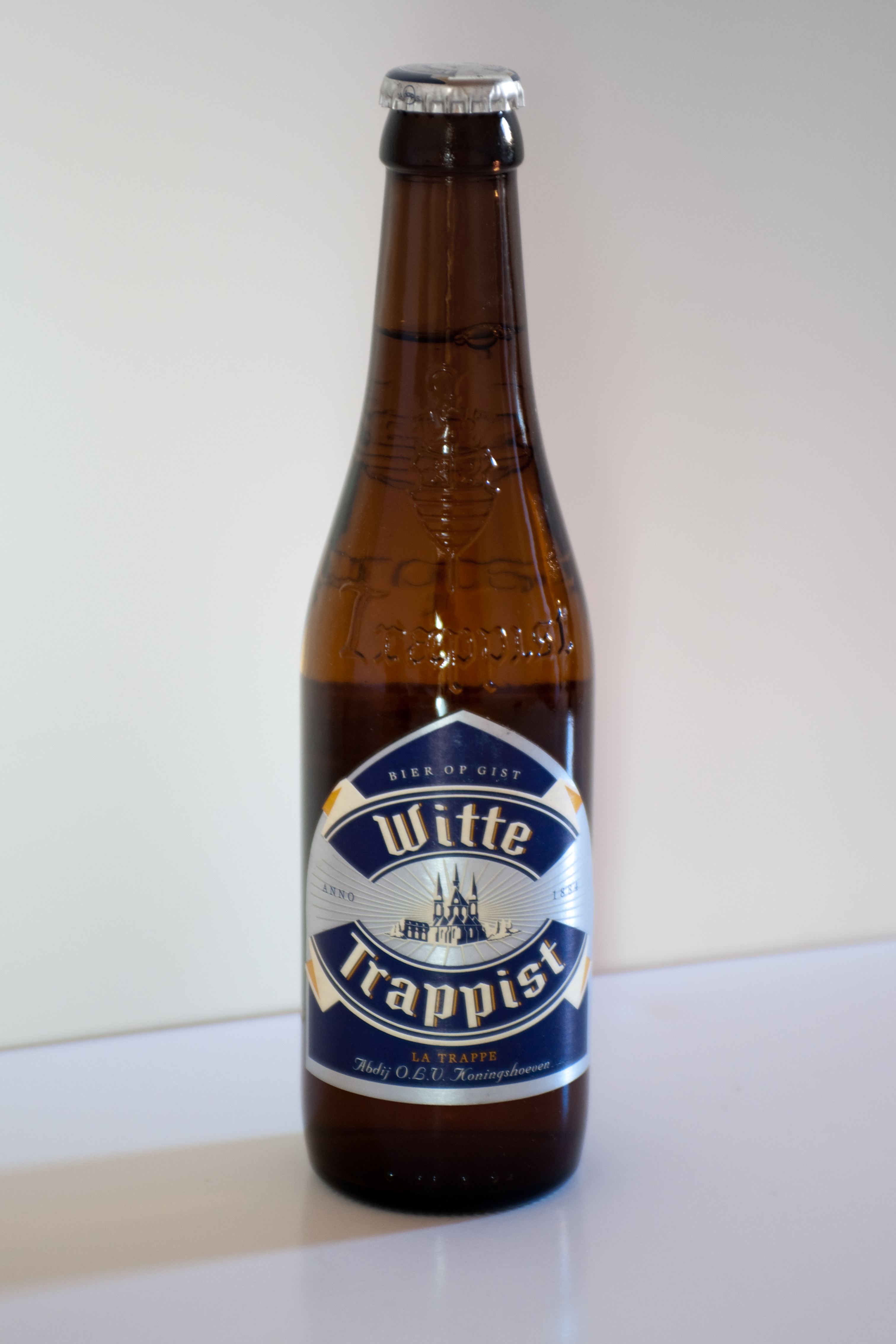
Una bottiglia di Witte Trappist

La birra La Trappe è prodotta in varie versioni:
La Trappe BlondCon il 6,5% di alcool, vol.
La Trappe DubbelCon il 7% di alcool, vol.
La Trappe TripelCon l'8% di alcool, vol.
La Trappe QuadrupelCon il 10% di alcool, vol.
La Trappe Witte TrappistCon il 5,5% di alcool, vol.
La Trappe BockbierCon il 7% di alcool, vol (Stagionale)
La Trappe Isid'orCon il 7,5% di alcool, vol.
La Trappe PUURCon il 4,7% di alcool, vol.
La Trappe NillisCon il 0,0% di alcool, vol.
L'acqua per la birra è estratta da cinque pozzi profondi 200 metri per rispettare le tradizioni delle abbazie. Il grano usato restante dopo che il mosto è filtrato dalla poltiglia viene usato per alimentare la mandria di mucche dell'abbazia.

## Statuto della birra trappista
Lo statuto della birra trappista La Trappe è stato oggetto di discussioni, dall'accordo passato con l'industria della birra Bavaria nel 1999, i monaci avevano chiesto il ritiro del logo Authentic trappist product. La menzione trappistenbier è sempre tuttavia stata legalmente presente. Dopo numerose discussioni con l'associazione trappiste internazionale, l'abbazia di Tilburg ottenne nuovamente l'autorizzazione, nel settembre 2005, di marchiare con il logo Authentic Trappist Product le sue birre.